# Tomáš Hájovský
Tomáš Hájovský (* 10. prosince 1982 v Bojnicích) je slovenský fotbalový obránce, od července 2012 působící v 1. FK Příbram. Mimo Slovensko působil v Česku a ve Skotsku.

## Klubová kariéra
Svoji fotbalovou kariéru začal v Baníku Lehotě pod Vtáčnikom, odkud v průběhu mládeže zamířil do Vegumu Dolné Vestenice. V roce 2003 přestoupil do Tatranu Poštorná, který se pro hráče stal prvním zahraničním angažmá. Následně se stal hráčem Raith Rovers. V roce 2005 odešel do Tatranu Prachatic. V letech 2006–2008 hrál za FK Baník Sokolov. Poté se stal hráčem Viktorie Plzeň. V průběhu podzimu 2010 odešel na hostování do Hradce Králové. V sezoně 2010/11 získala Viktorka mistrovský titul a Hájovský se na něm částečně podílel. V létě 2011 odešel hostovat zpět do Sokolova. V červenci 2012 Plzeň definitivně opustil a zamířil do Příbrami.